# 仿製金剛石
仿製金剛石（Rhinestone；直譯為萊茵石），中文俗稱水鑽，粵語稱為閃石。原本指用萊茵河石英仿製的假鑽石，現指用鉛玻璃、塑膠等製做的仿造鑽石。

## 起源
仿製金剛石最初是從萊茵河採集的石英晶體製成，故被稱為萊茵石。但在18世紀，阿爾薩斯的珠寶商Georg Friedrich Strass發明在鉛玻璃的下方塗金屬粉末來模仿鑽石的方法，更為實用，成為普遍仿製金鋼石的做法，也因此在歐洲部分地區，仿製金鋼石被稱為Strass。